# Tesz járás (Uvsz)
A Tesz járás (mongol nyelven: Тэс сум) Mongólia Uvsz tartományának egyik járása. Területe 3085 km². Népessége kb. 7000 fő.
Székhelye Tóromt (Тооромт), mely 200 km-re északkeletre fekszik Ulángom tartományi székhelytől.